# Lepanthes zettleri
Lepanthes zettleri är en orkidéart som beskrevs av Ernesto Foldats. Lepanthes zettleri ingår i släktet Lepanthes och familjen orkidéer. Inga underarter finns listade i Catalogue of Life.